# Gedenksteen voor Anton de Kom (Amsterdam)
De gedenksteen voor Anton de Kom in de Nieuwe Kerk te Amsterdam werd in 2022 onthuld.
Anton de Kom kreeg in de jaren voor 2022 steeds meer aandacht vanwege zijn verzet in de Tweede Wereldoorlog, maar ook in de strijd tegen kolonialisme en racisme middels zijn boek Wij slaven van Suriname. Op 24 november 2022 werd door ambassadeur van Suriname Rajendre Khargi en familie (dochter en kleinzoon) van De Kom daarom een gedenksteen onthuld ontworpen door Natasja Kensmil. Bij de onthulling waren ook burgemeester Femke Halsema en minister voor Rechtsbescherming Franc Weerwind aanwezig. De steen moet bijdragen aan verdere erkenning van De Kom.
Kensmil beeldde op de gedenksteen een portret af bekend van een foto van Piet Zwart, dat ook al de omslag van zijn boek sierde. Onder naam en omschrijving werd voorts het geboortehuis van Anton de Kom afgebeeld.
De steen, ook wel schrijverssteen genoemd, werd in de vloer geplaatst naast stenen van Hella Haasse, Willem Frederik Hermans, Eduard Douwes Dekker, Pieter Cornelisz. Hooft en Isaäc da Costa.